# Liga Nacional Master
La Liga Nacional Master (LNM) es una competición de fútbol americano de México para jugadores de más de 24 años que han terminado su etapa en el fútbol americano universitario. 
Fundada en 2008, la componen los mejores equipos de las competiciones master (o senior, según se denomina a la categoría absoluta en Europa) existentes anteriormente en México (OMFA -Organización Mexicana de Fútbol Americano- y FBA México).

## Estructura
Las decisiones son tomadas por los dueños de los diez equipos que la integran, con un alto comisionado encargado de mediar y coordinar las actividades de la liga que actualmente es Erick Cusi del equipo de Gigantes, mientras que los tesoreros son Humberto Alvarado, de Frailes, y Tadeo de la Garza, de Libertadores.

## Equipos

### Grupo A
- Osos Master
- Búfalos de Toluca
- Libertadores
- Pieles Rojas
- Panteras Negras

### Grupo B
- Troyanos
- Frailes del Tepeyac
- Demonios
- Gigantes de Querétaro
- Mastines Negros

## Calendario
Consta de una liga regular de 6 jornadas, y unos play-offs (cuartos de final, semifinal, y final), a disputar entre mayo y junio.

## Finales
| Fecha                       | Campeón  | Subcampeón  | Resultado | Estadio                               |
| --------------------------- | -------- | ----------- | --------- | ------------------------------------- |
| 28 de junio de 2008 (15.00) | Troyanos | Osos Master | 21-14     | Estadio de Perros Negros de Naucalpan |